# Aeródromo Municipal de Viseu
O Aeródromo Municipal de Viseu (Aeródromo Gonçalves Lobato) (código IATA: VSE, código OACI: LPVZ) está situado a 7 km do centro da cidade de Viseu, na freguesia de Lordosa e no centro geodésico do território distrital. A infraestrutura ganha importância pela aproximação à Grande Área Metropolitana do Porto e pelo crescimento do turismo na Região. A cultura urbana da capital distrital, o turismo religioso de Nossa Senhora dos Remédios e de Nossa Senhora da Lapa, o turismo termal, o turismo de natureza das margens do Douro e do Mondego às atividades radicais do Paiva e do Caramulo são alguns dos muitos locais procurados na Região.
O aeródromo é uma estrutura que tem uma pista asfaltada com 1200 metros de comprimento e 30 metros de largura.
É uma das maiores estruturas aeroportuárias da região Centro de Portugal.
O aeródromo recebeu no início de Junho de 2014 a certificação da Autoridade Nacional de Aviação Civil (ANAC) que lhe permite assim receber voos comerciais e operações aeronáuticas, cumprindo todos os protocolos de segurança. Em 23 de dezembro de 2015 foram retomados os voos regulares de e para Bragança, Vila Real, Lisboa (Cascais) e Algarve (Portimão). Está também prevista a instalação dos meios aéreos do comando distrital da proteção civil.
O Aero Clube de Viseu mantém uma escola de formação de pilotos desde os anos 60, assegurando a dinamização desta infraestrutura a nível desportivo, tendo sido porém o berço de muitos pilotos profissionais que hoje voam em diversas companhias de bandeira na Europa e no Mundo.

## Escola de Aviação
A IFA - International Flight Academy é a única escola para formação de pilotos profissionais e tripulante de cabine situada no centro de Portugal. A IFA é uma academia de voo internacional certificada pela EASA (ATO – Approved Training Organization) e como especialistas da aviação já formaram milhares de pilotos e tripulantes de cabine que atualmente voam em diversas companhias aéreas na Europa, Ásia e África.
Esta escola de pilotos com mais de 25 anos de experiência abriu em Viseu em 2019 e está apta para treino de Piloto Privado, Piloto Comercial / Piloto de Linha Aérea, Type Rating, Tripulante de Cabine e módulos como JOC, AUPRT, PBN, MCC e APS MCC. Este polo abrange também conversões de licenças ICAO ou FAA para EASA.
Esta empresa é a distribuidora oficial com centro de serviços para a marca de aeronaves Pipistrel o que permite acesso às aeronaves de formação mais avançadas disponíveis, nomeadamente o Pipistrel Virus SW121.